# Centrala nucleară Zaporije
Centrala nucleară Zaporije (în ucraineană Запорізька АЕС) este cea mai mare centrală nucleară din Europa și printre primele 10 cele mai mari din lume. Se află în apropierea orașului Enerhodar din Ucraina și este administrată de Energoatom.

## Prezentare generală
Centrala este situată în sud-estul Ucrainei, lângă orașul Enerhodar, pe malul lacului de acumulare Kahovka de pe râul Nipru. Are 6 reactori nucleari cu apă ușoară sub presiune VVER-1000, fiecare generând 950 MWe, pentru o putere totală de 5.700 MWe. Primeii cinci reactori au fost porniți succesiv între 1985 și 1989, iar al șaselea a fost adăugat în 1995. Centrala generează cca. jumătate din energia electrică a țării bazată pe energie nucleară și mai mult de o cincime din electricitatea totală generată în Ucraina. În apropiere se află și centrala pe cărbune de la Zaporijjea.
În 2017, lucrările de modernizare au fost finalizate la unitatea 3, permițând o prelungire a duratei de viață cu 10 ani, până în 2027. În 2021, lucrările de modernizare au fost finalizate la unitatea 5, permițând o prelungire a duratei de viață cu încă 10 ani.

## Incidente

### Tulburări din 2014
În mai 2014, 40 de membri înarmați care au pretins că sunt reprezentanți ai partidului Sectorul de dreapta ar fi încercat să intre în zona centralei electrice. Aceștia au fost opriți de poliția ucraineană înainte de a intra în Enerhodar.
Centrala electrică de la Zaporijjea  se află la cca. 200 km distanță de zona unde au avut loc luptele în cadrul conflictului armat din Donbass, lupte care au devenit foarte încinse în 2014. La 31 august 2014, un reprezentant al Greenpeace, Tobias Münchmeyer, și-a exprimat îngrijorarea că centrala ar putea fi lovită de artileria grea în urma luptei.

### Incidentul din 2014
La 3 decembrie 2014, prim-ministrul Arseni Iațeniuk a anunțat un incident care a avut loc cu câteva zile înainte la centrala nucleară de la Zaporijjea. Cauza incidentului a fost raportată ca un scurtcircuit în sistemul de prize și nu a fost legată de producția centralei. Unul dintre cei șase reactori ai centralei a fost închis de două ori în decembrie 2014. Acest lucru și lipsa de cărbune pentru centralele electrice pe cărbune din Ucraina au dus la întreruperi de curent în întreaga țară în luna decembrie 2014.

### Invazia rusă a Ucrainei din 2022
La 25 februarie 2022, reactorii 1 până la 4 au rămas operaționali, în timp ce unitățile 5 și 6 au fost închise.
La 28 februarie 2022, Rusia a susținut că a capturat centrala și a ocupat orașul Enerhodar. Primarul din Enerhodar, Dmitri Orlov, a negat ulterior această afirmație. Agenția Internațională pentru Energie Atomică (AIEA) a primit pe 1 martie 2022 confirmarea că centra se află în administrarea Ucrainei și filmările din oraș au arătat scutul uman prin care localnicii apărau accesul la centrală.
Pe 3 martie 2022 la ora 23:28, o coloană de 10 vehicole la ora 4 martie 2022, armata rusă a bombardat puternic zona, provocând un incendiu la o clădire de cinci etaje aflată lângă centrală, existând pericolul unei contaminări nucleare în toată lumea. Milițiile cecene ale lui Ramzan Ahmatovici Kadîrov au ucis câțiva angajați și au ocupat centrala. Există temeri că pot șantaja chiar și Rusia, pentru a oferi independență Ceceniei.
Ukrayinska Pravda a raportat pe 12 martie că autoritățile ruse au informat conducerea centralei că aparține acum companiei nuclare de stat Rosatom.  Centrala a continuat să funcționeze cu personal ucrainean dar sub coordonare rusească și să transmită date, inclusiv pentru monitorizare, agenției IAEA.
Pe 5 iulie 2022, The Wall Street Journal a raportat că forțele ruse au instalat o bază militară în complex, instalând lansatoare de rachete BM-30 Smerch. Pe 19 iulie 2022, trei drone sinucigașe ucrainiene au atacat echipementul rusesc și corturile instalate în complex.
Pe 3 august 2022, Rafael Grossi, de la IAEA, și-a exprimat îngrijorarea în legătură cu integritatea fizică a centralei, cu situația reparațiilor și a mentenanței necesare precum și cu siguranța materiei nuclare. IAEA a planificat o misiune de inspectare a centralei care avea nevoie de aprobarea celor două părți, Ucraina și Rusia precum și autorizația din partea Națiunilor Unite. Energoatom, compania nucleară de stat din Ucraina s-a opus vizitei IAEA deoarece "orice vizită ar legitima prezența Rusiei acolo". Yevhen Balytskyi, oficial din partea Rusiei i-a invitat pe cei de la IAEA în vizită pentru a vedea cum ei apără centrala de atacurile armatei ucrainene.  Pe 6 august 2022 IAEA a raportat faptul că unul din cei trei reactori care mai operau a fost deconenctat și a pornit sistemul de protecție de urgență ca urmare a bombardamentelor din ziua precedentă. António Guterres, Secretarul general ONU a declarat că "orice atac asupra unei centrale nucleare este un act sinucigaș" și a cerut acces la centrală pentru inspectorii IAEA. Energoatom a cerut demilitarizarea zonei din jurul centralei și instalarea acolo a trupelor de menținere a păcii.
Pe 11 august complexul centralei a fost bombardat de mai multe ori. Ucraina susține că Rusia a bombardat iar oficiali ruși susțin că Ucraina a condus bombaramentul.
Pe 14 august 2022, Președintele Zelenski a acuzat Rusia că își staționează trupele în complexul nuclear pentru a ataca orașele Nikopol și Marhaneț peste barajul Kakhovka.